# 福冈县旗
福冈县旗（日语：／ Fukuoka ken ki）是日本的47面都道府县旗之一。该条目是对福冈县旗以及福冈县章（日语：／）的解说。

## 概要
县章基于公开征集的方案，并于1966年5月10日第342号县告示上制定。它是平假名“ふ”与“ く”以及县花梅花的图案化，象征着和平、福冈县的发展势头与县民的融合与进步。
县旗还没有它特殊的规定。1966年9月16日，福冈县政府在制定县章使用范围扩大方案时，决定在福冈县厅前悬挂用青色作底色、中央盖着白色县章的旗帜。这种配色方案已经成为现在惯例的设计。除此之外，在国民体育大会上与超级竞技大会上，福冈县代表团使用的是白色为底色县章为红色的县旗。

## 脚注
1. ↑  . 福冈県 （日语）.[永久]